# 臍淑女 -ヴィーナス-
「臍淑女 -ヴィーナス-」（ヴィーナス）は、T.M.Revolutionの2枚目のシングル。1996年7月15日に8cmシングルとしてリリースされた。発売元はアンティノスレコード。2009年3月25日にはマキシシングルとしてエピックレコードから再発売された。

## 概要
- テレビ朝日系「Q99」エンディングテーマに使用され、累計売上は2.6万枚（オリコン調べ）を記録[1]。
- 最初にライブで演奏された際はタイトルが「ネーブル・ビーナス」だった。
- 本作のライブアレンジバージョンが27thシングル「Phantom Pain」C/Wとして収録。
- 元々ロックバンド出身の西川は、本曲の振付に苦しんだことを後にテレビ番組で語っている。

## 収録曲
| 全作曲・編曲: 浅倉大介。 |                                                    |           |            |                                        |      |
| #                        | タイトル                                           | 作詞      | 作曲・編曲 | 出版社                                 | 時間 |
| 1.                       | 「臍淑女 -ヴィーナス-」                            | 井上秋緒  | 浅倉大介   | リアルロックス・テレビ朝日ミュージック | 4:27 |
| 2.                       | 「PIN UP LADY」                                    | 麻倉真琴  | 浅倉大介   | ダーウィン                             | 5:37 |
| 3.                       | 「臍淑女 -ヴィーナス- （Original Backing Track）」 |           | 浅倉大介   |                                        | 4:25 |
| 合計時間:                | 合計時間:                                          | 合計時間: | 合計時間:  | 14:29                                  |      |

## 収録アルバム
- MAKES REVOLUTION（#1、#2）
  - #1は「ESPECIAL "D-Mix"」として収録。
- DISCORdanza Try My Remix 〜Single Collections（#1,I-Gear Jet Mix）
- DAynamite Mix Juice1-you know beat?-（#1,RED MONSTER MIX）
- B★E★S★T（#1）
- 1000000000000（#1）
- 2020 -T.M.Revolution ALL TIME BEST-（#1）